# Репродуктивни циклус
Репродуктивни циклус је период у којем једна генерација организма напредује од настанка до репродукције. Репродукција може бити сексуална или несексуална (асексуална).